# Willem III van Naaldwijk
Willem III van Naaldwijk (1397 - 1444) was erfmaarschalk van Holland, heer van Naaldwijk, Wateringen, Vlaardingen en Honselersdijk en raad van Holland (1433-1439), rentmeester-generaal van Holland in Bourgondische dienst (1439-1441).

## Levensloop
Hij was een zoon van Hendrik III van Naaldwijk en Katharina van Heenvliet. Willem III werd in 1427 door Jacoba van Beieren naar de bisschop van Utrecht gestuurd voor een financiële kwestie. Na de Zoen van Delft in 1428 werd Willem in ballingschap gestuurd naar het bourgondische hof waar hij zitting had in de raad van Filips de Goede en ging daar ook een rol als rentmeester-generaal bekleden. Hij kreeg in 1440 de taak om alle rekeningen van de muntmeester uit Holland en Zeeland na te gaan. Willem huwde met Wilhelmina van Egmond en Wateringen in 1429. Samen kregen ze minstens drie kinderen, onder anderen
- Hendrik IV van Naaldwijk (1420-1495) bijgenaamd: De ridder met de geweldige neus[3].
- Jan van Naaldwijk (voor.1444-1505)

Willem heeft in 1432 een conflict over een grensgeschil met Giessendam over zijn buurtschap of kleine heerlijkheid Naeldwijk, hij vergaf de heerlijkheid kort daarna aan zijn broer Adriaan van Naaldwijk. In 1439 vergeeft hij de goederen van Wateringen als lijftocht aan zijn vrouw, nadat deze eerder door het huwelijk aan Willem waren toegekomen. Willem overlijdt op 49-jarige leeftijd, waarschijnlijk aan dysenterie.

## Referenties

Wapen van Willem III van Naaldwijk